# Villásfarkú erdeinimfa
A villásfarkú erdeinimfa (Thalurania furcata) a madarak (Aves) osztályának a sarlósfecske-alakúak (Apodiformes) rendjéhez, ezen belül a kolibrifélék (Trochilidae) családjához tartozó faj.

## Rendszerezése
A fajt Johann Friedrich Gmelin német természettudós írta le 1788-ban, a Trochilus nembe Trochilus furcatus néven.

## Alfajai
- Thalurania furcata baeri Hellmayr, 1907
- Thalurania furcata balzani Simon, 1896
- Thalurania furcata boliviana Boucard, 1894
- Thalurania furcata eriphile (Lesson, 1832)
- Thalurania furcata fissilis Berlepsch & Hartert, 1902
- Thalurania furcata furcata (Gmelin, 1788)
- Thalurania furcata furcatoides Gould, 1861
- Thalurania furcata jelskii Taczanowski, 1874
- Thalurania furcata nigrofasciata (Gould, 1846)
- Thalurania furcata orenocensis Hellmayr, 1921
- Thalurania furcata refulgens Gould, 1853
- Thalurania furcata simoni Hellmayr, 1906
- Thalurania furcata viridipectus Gould, 1848[2]

## Előfordulása
Argentína, Bolívia, Brazília, Kolumbia, Ecuador, Francia Guyana, Guyana, Paraguay, Peru, Suriname, Trinidad és Tobago és Venezuela területén honos. 
Természetes élőhelyei a szubtrópusi és trópusi síkvidéki és hegyi esőerdők, mocsári erdők,  valamint ültetvények és vidéki kertek. Állandó, nem vonuló faj.

## Megjelenése
Testhossza 13 centiméter. Villás farka van. A hímnek a melle csillogó zöld.
|  |  |

## Életmódja
Tápláléka nektárból és repülő rovarokból áll.

## Szaporodása
Alacsony bokrok ágvillájába, növényi rostokból és pókhálóból készíti csésze alakú fészkét.

## Természetvédelmi helyzete
Az elterjedési területe rendkívül nagy, egyedszáma pedig ismeretlen. A Természetvédelmi Világszövetség Vörös listáján nem fenyegetett fajként szerepel.